# Christie Hospital
Il Christie Hospital è un ospedale britannico, sito a Withington, nell'area metropolitana della Greater Manchester, specializzato nel trattamento dei tumori, tra i più importanti d'Europa. È all'avanguardia nella ricerca sui tumori e sul loro sviluppo, ed è sede del prestigioso Istituto Paterson per la ricerca sul cancro.

## Storia

### Fondazione del Christie Hospital
L'ospedale nacque grazie all'azione di Sir Joseph Whitworth, un ricco inventore di Manchester, che lasciò un ingente somma di denaro nel suo testamento del 1887 da spendere a discrezione di tre legatari. Whitworth sperava che questi soldi fossero spesi per una buona causa a Manchester e fece questa richiesta ai tre legatari, uno dei quali era Richard Copley Christie.
Di conseguenza, una parte di quei soldi venne usata per comprare un terreno ad Oxford Road, adiacente all'Owens College e volto a permettere lo spostamento degli ospedali centrali di Manchester verso l'esterno, fuori dal centro sovraffollato.
Una commissione presieduta da uno dei legatari di Whitworth, Richard Christie, fu creata nel 1890 e, in parte finanziata da un'eredità di 10.000 sterline da Daniel Proctor, una Casa del Cancro e per gli Incurabili fu fondata sul sito nel 1892, poco distante verso sud-est rispetto all'ospedale di riferimento. Nel 1901 fu rinominato Christie Hospital in onore di Richard Christie e della moglie Mary. Era l'unico ospedale nei distretti dedicato esclusivamente al trattamento dei tumori e attivo nella ricerca patologica.

### Fondazione dell'Holt Institute
Nel 1901, la commissione di gestione del Christie Hospital concesse, alla richiesta del Dr Robert Biggs Wild, di spendere £50 per la strumentazione necessaria a testare l'efficacia del trattamento ai raggi X, dopo i promettenti risultati riportati da Londra a da tre pazienti curati nel Physics Laboratory del professor Schuster presso l'Owens College. L'apparato Roentgen fu acquistato, ma non ne è rimasta documentazione, e nel 1907 l'apparecchio non era già più in uso (fu dato allo Skin Hospital nel 1910). Dal 1905, il Dr Wild si interessò all'uso terapeutico del radio, scoperto da poco, e lo sperimentò, ancora una volta con l'aiuto del professor Schuster, su tre pazienti. Il radio era costoso, tuttavia, e la direzione rifiutò di acquistarne ancora prima che fossero stati pubblicati i risultati dei test dagli ospedali di Londra. Dal 1914, un dottore locale, Sir William Malligan, aveva iniziato una campagna nel 'Manchester Guardian' per raccogliere fondi per il trattamento con il radio. Appoggiandosi sia all'orgoglio locale, sia all'entusiasmo contemporaneo nei confronti dei poteri curativi del radio, fu lanciato un appello, su consiglio di Ernest Rutherford, per £25.000. Un contributo iniziale di £2.000 da parte di un birraio locale, Edward Holt, non fu subito seguito da altri, ma dopo l'intervento del sindaco, furono organizzati una serie di 'Radium days' che alla fine raccolsero abbastanza denaro per avviare un piccolo Radium Institute, inizialmente situato nella Manchester Royal Infirmary. Nel 1921 fu spostato a nuovi locali a Nelson Street, donati da Sir Edward e Lady Holt, e divenne il Manchester and District Radium Institute.
In contrasto con l'attività sparpagliata e competitiva della radioterapia londinese, Manchester divenne il primo fornitore di un servizio di radioterapia centralizzata, che avrebbe avuto in seguito effetti a lungo termine sui modelli di cura dei tumori in Gran Bretagna.

### Il Christie a Withington
Nel 1932 l'istituto, rinominato Holt Radium Institute e il Christie Hospital furono spostati a un nuovo sito a Whitington e iniziarono a essere gestiti unitamente, sebbene una fusione ufficiale non avvenne sino al 1946.
Ralston Paterson fu nominato direttore del Radium Institute nel 1931, e si impegnò nel realizzare un centro mondiale riconosciuto per il trattamento dei tumori con le radiazioni. Nella squadra c'era anche la moglie Edith Paterson, che iniziò il lavoro di ricerca al CHristie nel 1938, inizialmente non pagata, e che divenne una pioniera riconosciuta a livello mondiale nella dosimetria biologica, nei tumori infantili e nei metodi di cura attraverso farmaci anti-tumore.
Dopo il ritiro di Ralston Paterson, il professor Eric Craig Easson fu nominato direttore del Christie Hospital. Egli divenne famoso nel mondo per il suo contributo alla cura del linfoma di Hodgkin e all'educazione sui tumori. Ottenne una cattedra personale all'Università di Manchester, e fu presidente del Royal College of Radiologists (1975-1977). Fu consigliere del governo sul cancro per molti anni, e fu il primo motore nell'Union Internationale Contre Cancer a Ginevra, oltre che membro del WHO cancer group. Nel periodo in cui il professor Easson fu Direttore, molti dottori da tutto il mondo visitarono il Christie Hospital per conoscere la sua etica, e in particolare imparare le sue tecniche.
Spinte precorritrici alla ricerca vennero da nuove malattie locali dovute all'industrializzazione, come ad esempio l'epitelioma dello scroto e il tumore dello spazzacamino, e la ricerca di protezioni da oli sintetici e fuliggine nell'aria. Ne sono seguite pietre miliari della terapia quali:
- 1932 - sviluppo del Manchester Method, il primo codice internazionale per la cura con il radio
- 1944 - prima prova clinica al mondo del diethylstilbestrol (Stilboestrol) per il tumore al seno
- 1986 - primo uso al mondo midollo osseo coltivato per la cura della leucemia
- 1991 - primo trapianto al mondo di cellule staminali nel sangue

### Paterson Institute for Cancer Research
Quando i coniugi Paterson si ritirarono nel 1962, il professor Laszlo Lajtha fu nominato primo direttore a tempo pieno dei laboratori di ricerca, che presero il suo nome dopo quello dei Paterson. Lajtha aggiunse la ricerca all'interno dei suoi interessi, ematologia sperimentale e biologia epiteliale. Dei nuovi laboratori di ricerca, finanziati dal Women's Trust Fund, furono aperti nel 1966. Il Women's Trust Fund era un'organizzazione di carità locale, presieduto da Lady Margaret Holt, nuora di Sir Edward Holt, la quale lasciò l'intero patrimonio di oltre £8 milioni al Christie quando morì nel 1997. Un finanziamento per i laboratori fu inoltre assicurato dal Medical Research Council e dal Cancer Research Campaign (CRC). Il CRC ha anche posto al Paterson il suo Dipartimento di Oncologia Medica, condotto dal professor Derek Crowther.
Il professor Lajtha fu succeduto nel 1983 dal professor David Harnden, che introdusse biologia molecolare e genetica dei tumori. Fece costruire un nuovo dipartimento per lo sviluppo dei farmaci che combinava vari gruppi, già impegnati nella ricerca su farmaci in cinica e di nuova generazione. Fu seguito, per breve tempo, dal professor T. Michael Dexter, prima che il professor Nic Jones diventasse Direttore nel 1999.
Il laboratorio è stato allargato ulteriormente con il supporto del Kay Kendall Leukaemia Fund, del Cancer Research Campaign, del Christie Hospital Research Endowments e, ancora una volta, del Women's Trust Fund. Nel 1981 il Cancer Research Campaign si assunse la responsabilità di finanziare l'Istituto, ma comunque il Christie Hospital Research Endowments non smise di fornire il suo supporto.

## Servizi
Il Christie registra attorno a 12.500 nuovi pazienti e cura circa 40.000 pazienti ogni anno. È il centro tumori più importante per Greater Manchester e Cheshire Cancer Network, coprendo i bisogni di una popolazione do 3,2 milioni di persone, e gestisce ambulatori in altri 16 ospedali generali. 
Circa il 15% dei pazienti giungono da fuori Greater Manchester e Cheshire, e c'è anche un'unità per pazienti privati. I pazienti sono indirizzati qui dagli ospedali generali, dopo aver diagnosticato il tipo di tumore.
Il Christie fornisce servizi come chirurgia specializzata, chemioterapia, radioterapia, brachiterapia, cure palliative ed endocrinologia. Ha uno dei più grandi dipartimenti di radioterapia al mondo, con oltre 80.000 trattamenti all'anno, tra cui 30.000 di chemioterapia. Ha una delle otto unità dedicate alla cura dei tumori giovanili nel Regno Unito. Contiene 257 posti letto, con una lunghezza media di permanenza di sette giorni.